# Ermita de San Marcos (Cinctorres)
La ermita de San Marcos  de Cinctorres (los Puertos) es una ermita documentada en 1570 que se encuentra en unos 2 kilómetros de la población, orientada hacia el suroeste.
La ermita con una planta rectangular, tiene unas dimensiones de 9 (ancho) x 20 (largo) metros. Tiene un tejado a dos vertientes, apoyada sobre tres arcos de diafragma góticos, y con un acceso lateral mediante un arco de medio punto. El 28 de abril se hace una romería desde la población hasta la ermita.